# 藏菲古埃
藏菲古埃（法語：Zanfigué），是馬里的城鎮，位於該國西部，由錫卡索區的庫蒂亞拉省負責管轄，面積226平方公里，海拔高度320米，2009年人口14,841，人口密度每平方公里66人。